# Selección de fútbol de Mozambique
La selección de fútbol de Mozambique (en portugués: Seleção Moçambicana de futebol), también conocidos como los Mambas, es el equipo representativo de ese país y está controlado por la Federación Mozambiqueña de Fútbol. Es miembro de la CAF y de la FIFA.
La selección mozambiqueña nunca ha clasificado para una Copa Mundial de Fútbol; aunque ha logrado clasificar en seis ocasiones para la Copa Africana de Naciones; no superando en ninguna de aquellas participaciones la fase de grupos. Mozambique ha sido lugar de nacimiento de jugadores y entrenadores que jamás formaron parte del equipo representativo nacional: Eusebio, jugó con el Benfica de Portugal y la selección de dicho país, Carlos Queiroz, fue entrenador de Egipto y antiguo entrenador de Portugal y del Real Madrid, Abel Xavier también fue internacional con Portugal.

## Historia
El día de la independencia en 1975, Mozambique jugó su primer partido; un amistoso contra Zambia, ganando 2-1. Dos años más tarde, Cuba se convirtió en el primer rival no africano de Mozambique cuando los dos países se enfrentaron en Mozambique, con Cuba ganando 2-0 dicho partido. Mozambique ingresó a la clasificación para la Copa del Mundo por primera vez en la competencia de clasificación de 1982. Mozambique fue derrotado 7-3 en los dos partidos por Zaire en la primera ronda.
Mozambique se clasificó para su primera Copa Africana de Naciones 1986. En la fase de clasificación vencieron a Mauricio, Malaui (en los penaltis), y finalmente a Libia, ganando de nuevo en los penaltis. En el torneo final en Egipto, Mozambique fue agrupado en el Grupo A junto con Senegal, Costa de Marfil y el anfitrión Egipto. Perdieron todos sus juegos 3-0, 2-0 y 2-0, sin marcar un solo gol.
Mozambique tuvo que esperar 10 años para clasificarse para otra Copa Africana de Naciones, ya que se clasificó para el torneo de 1996 en Sudáfrica. Fueron colocados en el Grupo D junto con Costa de Marfil, Ghana y Túnez. Mozambique jugó su primer partido contra Túnez en Port Elizabeth, empatando 1-1 con un gol de Tico-Tico en el minuto 4. Luego perdieron 1-0 ante Costa de Marfil y 2-0 ante Ghana, eliminándolos así del torneo.
Dos años más tarde, Mozambique se clasificó para su tercera Copa Africana de Naciones celebrada en Burkina Faso. Volvieron a ubicarse en el grupo D junto con Marruecos, Egipto y Zambia. Mozambique perdió su primer partido contra los eventuales ganadores del torneo Egipto 2-0, ambos goles de Hossam Hassan . En su segundo juego, volvieron a perder ante Marruecos 3-0, por lo que los eliminó del torneo cuando aún quedaba un juego. En su último partido contra Zambia, empataron 1-1, su primer gol del torneo. Este resultaría ser su último partido de la Copa Africana de Naciones en 12 años.
Mozambique ingresó a la clasificación para la Copa Mundial de Fútbol de 2010 en la segunda ronda y se ubicó en el Grupo 7 con Botsuana, Madagascar y Costa de Marfil. Tuvieron un comienzo terrible en la clasificación, perdiendo ante Costa de Marfil y Botsuana 1-0 y 2-1, y empatando 1-1 con Madagascar. Mozambique luego venció a Madagascar 3-0 en Antananarivo con goles de Tico-Tico, Carlitos y Domingues. Luego empataron 1-1 con Costa de Marfil y vencieron a Botsuana 1-0 en Gaborone para clasificarse para la tercera ronda.
Mozambique fue uno de los equipos sembrados más bajos en la tercera ronda y se ubicó en el Grupo B con Nigeria, Túnez y Kenia. Continuaron empatando su primer partido contra los gigantes Nigeria 0-0 en Maputo. Luego perdieron sus próximos partidos contra Túnez y Kenia por 2-0 y 2-1, lo que dificulto la clasificación para su primera Copa Mundial de Fútbol. En el siguiente juego, vencieron a Kenia 1-0 con un marcador Tico-Tico, pero luego una derrota ante Nigeria los eliminó de la clasificación. En el último partido vencieron a Túnez 1-0 en una sorprendente victoria que impidió que Túnez se clasificara. A pesar de no clasificarse para la Copa del Mundo, esta victoria fue suficiente para asegurar el tercer lugar y la clasificación para la Copa Africana de Naciones 2010de Angola.
Después de una ausencia de 12 años del fútbol de la Copa Africana de Naciones, Mozambique se ubicó en el Grupo C con Egipto, Nigeria y Benín. En su primer partido, jugaron contra Benín, empatando 2-2 después de estar 2-0 abajo, con goles de Miro y Fumo. Luego perdieron 2-0 ante los eventuales ganadores del torneo Egipto y 3-0 ante Nigeria, eliminándolos así del torneo. Después del torneo, el máximo goleador de todos los tiempos y capitán Tico-Tico se retiró del fútbol internacional.
Mozambique aún no ha llegado a una quinta final de la Copa Africana de Naciones a pesar de varios fallos cercanos. Durante las eliminatorias de 2013, llegaron a la ronda final y vencieron a Marruecos 2-0 en el partido de ida en Maputo. Sin embargo, fueron derrotados por 4-0 en Marrakech cuatro días después. Durante las eliminatorias de 2019, os Mambas solo fueron derrotadas por un gol del empate de Guinea-Bissau en el tiempo de descuento al final de su último partido del Grupo K.

## Últimos partidos y próximos encuentros
Actualizado al último partido jugado el 10 de junio de 2025
| Fecha      | Ciudad       | Local        | Resultado | Visitante    | Competición                          |
| ---------- | ------------ | ------------ | --------- | ------------ | ------------------------------------ |
| 10-09-2024 | Maputo       | Mozambique   | 2:1       | Guinea-Bisáu | Clas. Copa Africana de Naciones 2025 |
| 11-10-2024 | Maputo       | Mozambique   | 1:1       | Suazilandia  | Clas. Copa Africana de Naciones 2025 |
| 14-10-2024 | Mbombela     | Suazilandia  | 0:3       | Mozambique   | Clas. Copa Africana de Naciones 2025 |
| 15-11-2024 | Maputo       | Mozambique   | 0:1       | Malí         | Clas. Copa Africana de Naciones 2025 |
| 19-11-2024 | Bisáu        | Guinea-Bisáu | 1:2       | Mozambique   | Clas. Copa Africana de Naciones 2025 |
| 20-03-2025 | El Cairo     | Mozambique   | 3:1       | Uganda       | Clasificación Copa Mundial 2026      |
| 23-03-2025 | Tizi Ouzou   | Argelia      | 5:1       | Mozambique   | Clasificación Copa Mundial 2026      |
| 04-06-2025 | Bloemfontein | Mozambique   | 1:0       | Sudáfrica    | Copa COSAFA 2025                     |
| 07-06-2025 | Bloemfontein | Mozambique   | 0:0       | Mauricio     | Copa COSAFA 2025                     |
| 10-06-2025 | Bloemfontein | Mozambique   | 1:3       | Zimbabue     | Copa COSAFA 2025                     |
| 10-06-2025 | Polokwane    | Sudáfrica    | 2:0       | Mozambique   | Partido amistoso                     |

## Estadísticas

### Copa Mundial de Fútbol
| Copa Mundial de Fútbol | Copa Mundial de Fútbol  | Copa Mundial de Fútbol  | Copa Mundial de Fútbol  | Copa Mundial de Fútbol  | Copa Mundial de Fútbol  | Copa Mundial de Fútbol  | Copa Mundial de Fútbol  |
| Año                    | Ronda                   | J                       | G                       | E                       | P                       | GF                      | GC                      |
| ---------------------- | ----------------------- | ----------------------- | ----------------------- | ----------------------- | ----------------------- | ----------------------- | ----------------------- |
| 1930 - 1974            | No existía la selección | No existía la selección | No existía la selección | No existía la selección | No existía la selección | No existía la selección | No existía la selección |
| 1978                   | No participó            | No participó            | No participó            | No participó            | No participó            | No participó            | No participó            |
| 1982                   | No clasificó            | No clasificó            | No clasificó            | No clasificó            | No clasificó            | No clasificó            | No clasificó            |
| 1986                   | No participó            | No participó            | No participó            | No participó            | No participó            | No participó            | No participó            |
| 1990                   | No participó            | No participó            | No participó            | No participó            | No participó            | No participó            | No participó            |
| 1994                   | No clasificó            | No clasificó            | No clasificó            | No clasificó            | No clasificó            | No clasificó            | No clasificó            |
| 1998                   | No clasificó            | No clasificó            | No clasificó            | No clasificó            | No clasificó            | No clasificó            | No clasificó            |
| 2002                   | No clasificó            | No clasificó            | No clasificó            | No clasificó            | No clasificó            | No clasificó            | No clasificó            |
| 2006                   | No clasificó            | No clasificó            | No clasificó            | No clasificó            | No clasificó            | No clasificó            | No clasificó            |
| 2010                   | No clasificó            | No clasificó            | No clasificó            | No clasificó            | No clasificó            | No clasificó            | No clasificó            |
| 2014                   | No clasificó            | No clasificó            | No clasificó            | No clasificó            | No clasificó            | No clasificó            | No clasificó            |
| 2018                   | No clasificó            | No clasificó            | No clasificó            | No clasificó            | No clasificó            | No clasificó            | No clasificó            |
| 2022                   | No clasificó            | No clasificó            | No clasificó            | No clasificó            | No clasificó            | No clasificó            | No clasificó            |
| 2026                   | Por disputarse          | Por disputarse          | Por disputarse          | Por disputarse          | Por disputarse          | Por disputarse          | Por disputarse          |
| 2030                   | Por disputarse          | Por disputarse          | Por disputarse          | Por disputarse          | Por disputarse          | Por disputarse          | Por disputarse          |
| 2034                   | Por disputarse          | Por disputarse          | Por disputarse          | Por disputarse          | Por disputarse          | Por disputarse          | Por disputarse          |
| Total                  | 0/22                    | -                       | -                       | -                       | -                       | -                       | -                       |

### Copa Africana de Naciones
| Copa Africana de Naciones | Copa Africana de Naciones | Copa Africana de Naciones | Copa Africana de Naciones | Copa Africana de Naciones | Copa Africana de Naciones | Copa Africana de Naciones | Copa Africana de Naciones |
| Año                       | Ronda                     | J                         | G                         | E                         | P                         | GF                        | GC                        |
| ------------------------- | ------------------------- | ------------------------- | ------------------------- | ------------------------- | ------------------------- | ------------------------- | ------------------------- |
| 1957 - 1974               | No existía la selección   | No existía la selección   | No existía la selección   | No existía la selección   | No existía la selección   | No existía la selección   | No existía la selección   |
| 1976                      | No participó              | No participó              | No participó              | No participó              | No participó              | No participó              | No participó              |
| 1978                      | No participó              | No participó              | No participó              | No participó              | No participó              | No participó              | No participó              |
| 1980                      | No participó              | No participó              | No participó              | No participó              | No participó              | No participó              | No participó              |
| 1982                      | No clasificó              | No clasificó              | No clasificó              | No clasificó              | No clasificó              | No clasificó              | No clasificó              |
| 1984                      | No clasificó              | No clasificó              | No clasificó              | No clasificó              | No clasificó              | No clasificó              | No clasificó              |
| 1986                      | Fase de grupos            | 3                         | 0                         | 0                         | 3                         | 0                         | 7                         |
| 1988                      | No clasificó              | No clasificó              | No clasificó              | No clasificó              | No clasificó              | No clasificó              | No clasificó              |
| 1990                      | No clasificó              | No clasificó              | No clasificó              | No clasificó              | No clasificó              | No clasificó              | No clasificó              |
| 1992                      | No clasificó              | No clasificó              | No clasificó              | No clasificó              | No clasificó              | No clasificó              | No clasificó              |
| 1994                      | No clasificó              | No clasificó              | No clasificó              | No clasificó              | No clasificó              | No clasificó              | No clasificó              |
| 1996                      | Fase de grupos            | 3                         | 0                         | 1                         | 2                         | 1                         | 4                         |
| 1998                      | Fase de grupos            | 3                         | 0                         | 0                         | 3                         | 1                         | 8                         |
| 2000                      | No clasificó              | No clasificó              | No clasificó              | No clasificó              | No clasificó              | No clasificó              | No clasificó              |
| 2002                      | No clasificó              | No clasificó              | No clasificó              | No clasificó              | No clasificó              | No clasificó              | No clasificó              |
| 2004                      | No clasificó              | No clasificó              | No clasificó              | No clasificó              | No clasificó              | No clasificó              | No clasificó              |
| 2006                      | No clasificó              | No clasificó              | No clasificó              | No clasificó              | No clasificó              | No clasificó              | No clasificó              |
| 2008                      | No clasificó              | No clasificó              | No clasificó              | No clasificó              | No clasificó              | No clasificó              | No clasificó              |
| 2010                      | Fase de grupos            | 3                         | 0                         | 1                         | 2                         | 2                         | 7                         |
| 2012                      | No clasificó              | No clasificó              | No clasificó              | No clasificó              | No clasificó              | No clasificó              | No clasificó              |
| 2013                      | No clasificó              | No clasificó              | No clasificó              | No clasificó              | No clasificó              | No clasificó              | No clasificó              |
| 2015                      | No clasificó              | No clasificó              | No clasificó              | No clasificó              | No clasificó              | No clasificó              | No clasificó              |
| 2017                      | No clasificó              | No clasificó              | No clasificó              | No clasificó              | No clasificó              | No clasificó              | No clasificó              |
| 2019                      | No clasificó              | No clasificó              | No clasificó              | No clasificó              | No clasificó              | No clasificó              | No clasificó              |
| 2021                      | No clasificó              | No clasificó              | No clasificó              | No clasificó              | No clasificó              | No clasificó              | No clasificó              |
| 2023                      | Fase de grupos            | 3                         | 0                         | 2                         | 1                         | 4                         | 7                         |
| 2025                      | Clasificado               | Clasificado               | Clasificado               | Clasificado               | Clasificado               | Clasificado               | Clasificado               |
| 2027                      | Por definir               | Por definir               | Por definir               | Por definir               | Por definir               | Por definir               | Por definir               |
| Total                     | 6/35                      | 15                        | 0                         | 4                         | 11                        | 8                         | 33                        |

## Selección Local

### Campeonato Africano de Naciones
| Campeonato Africano de Naciones | Campeonato Africano de Naciones | Campeonato Africano de Naciones | Campeonato Africano de Naciones | Campeonato Africano de Naciones | Campeonato Africano de Naciones | Campeonato Africano de Naciones | Campeonato Africano de Naciones |
| Año                             | Ronda                           | J                               | G                               | E                               | P                               | GF                              | GC                              |
| ------------------------------- | ------------------------------- | ------------------------------- | ------------------------------- | ------------------------------- | ------------------------------- | ------------------------------- | ------------------------------- |
| 2009                            | No clasificó                    | No clasificó                    | No clasificó                    | No clasificó                    | No clasificó                    | No clasificó                    | No clasificó                    |
| 2011                            | No clasificó                    | No clasificó                    | No clasificó                    | No clasificó                    | No clasificó                    | No clasificó                    | No clasificó                    |
| 2014                            | Fase de grupos                  | 3                               | 0                               | 0                               | 3                               | 4                               | 9                               |
| 2016                            | No clasificó                    | No clasificó                    | No clasificó                    | No clasificó                    | No clasificó                    | No clasificó                    | No clasificó                    |
| 2018                            | No clasificó                    | No clasificó                    | No clasificó                    | No clasificó                    | No clasificó                    | No clasificó                    | No clasificó                    |
| 2021                            | No clasificó                    | No clasificó                    | No clasificó                    | No clasificó                    | No clasificó                    | No clasificó                    | No clasificó                    |
| 2023                            | Cuartos de final                | 4                               | 1                               | 1                               | 2                               | 4                               | 6                               |
| 2025                            | Se retiró                       | Se retiró                       | Se retiró                       | Se retiró                       | Se retiró                       | Se retiró                       | Se retiró                       |
| Total                           | 2/8                             | 7                               | 1                               | 1                               | 5                               | 8                               | 15                              |

### Copa COSAFA
| Copa COSAFA | Copa COSAFA      | Copa COSAFA | Copa COSAFA | Copa COSAFA | Copa COSAFA | Copa COSAFA | Copa COSAFA |
| Año         | Ronda            | J           | G           | E           | P           | GF          | GC          |
| ----------- | ---------------- | ----------- | ----------- | ----------- | ----------- | ----------- | ----------- |
| 1997        | Tercer lugar     | 5           | 2           | 2           | 1           | 11          | 5           |
| 1998        | Quinto lugar     | 5           | 1           | 1           | 3           | 4           | 7           |
| 1999        | Cuartos de final | 3           | 1           | 1           | 1           | 4           | 4           |
| 2000        | Primera ronda    | 1           | 0           | 0           | 1           | 1           | 2           |
| 2001        | Primera ronda    | 1           | 0           | 0           | 1           | 0           | 3           |
| 2002        | Cuartos de final | 2           | 1           | 0           | 1           | 2           | 3           |
| 2003        | Cuartos de final | 2           | 0           | 1           | 1           | 2           | 4           |
| 2004        | Semifinal        | 3           | 2           | 0           | 1           | 4           | 1           |
| 2005        | Fase de grupos   | 1           | 0           | 0           | 1           | 0           | 3           |
| 2006        | Fase de grupos   | 2           | 0           | 2           | 0           | 0           | 0           |
| 2007        | Semifinal        | 3           | 1           | 1           | 1           | 2           | 3           |
| 2008        | Subcampeón       | 3           | 2           | 0           | 1           | 5           | 3           |
| 2009        | Tercer lugar     | 3           | 2           | 1           | 0           | 2           | 2           |
| 2010        | Cancelado        | Cancelado   | Cancelado   | Cancelado   | Cancelado   | Cancelado   | Cancelado   |
| 2013        | Quinto lugar     | 3           | 2           | 0           | 1           | 3           | 3           |
| 2015        | Subcampeón       | 3           | 1           | 1           | 1           | 4           | 5           |
| 2016        | Cuartos de final | 2           | 0           | 0           | 2           | 0           | 4           |
| 2017        | Fase de grupos   | 3           | 1           | 0           | 2           | 3           | 9           |
| 2018        | Fase de grupos   | 3           | 2           | 0           | 1           | 6           | 3           |
| 2019        | Fase de grupos   | 3           | 0           | 2           | 1           | 2           | 3           |
| 2020        | Cancelado        | Cancelado   | Cancelado   | Cancelado   | Cancelado   | Cancelado   | Cancelado   |
| 2021        | Cuarto lugar     | 6           | 2           | 2           | 2           | 4           | 5           |
| 2022        | Cuarto lugar     | 3           | 0           | 2           | 1           | 1           | 2           |
| 2023        | Fase de grupos   | 3           | 1           | 1           | 1           | 2           | 2           |
| 2024        | Tercer lugar     | 5           | 1           | 4           | 0           | 6           | 4           |
| 2025        | Fase de grupos   | 3           | 1           | 1           | 1           | 2           | 3           |
| Total       | 24/24            | 71          | 23          | 22          | 26          | 70          | 83          |

## Jugadores

### Última convocatoria
| No. | Pos. | Jugador            | Fecha de nacimiento (edad)        | Apa. | Goles | Club                 |
| --- | ---- | ------------------ | --------------------------------- | ---- | ----- | -------------------- |
|     | POR  | Ernane Siluane     | 9 de julio de 1998 (26 años)      | 13   | 0     | Ferroviário Maputo   |
|     | POR  | Víctor Guambe      | 8 de octubre de 1998 (26 años)    | 10   | 0     | Costa do Sol         |
|     | POR  | Ivane Urrubal      | 3 de enero de 1997 (28 años)      | 10   | 0     | Black Bulls          |
|     |      |                    |                                   |      |       |                      |
|     | DEF  | Edmilson Dove      | 18 de julio de 1994 (30 años)     | 27   | 0     | Cape Town City       |
|     | DEF  | Francisco Simbine  | 7 de abril de 1997 (28 años)      | 11   | 1     | Marítimo             |
|     | DEF  | Zainadine Júnior   | 24 de junio de 1988 (36 años)     | 61   | 1     | Marítimo             |
|     | DEF  | Mexer              | 8 de septiembre de 1987 (37 años) | 51   | 3     | Bordeaux             |
|     | DEF  | Reinildo Mandava   | 21 de enero de 1994 (31 años)     | 31   | 2     | Atlético Madrid      |
|     | DEF  | Sidique Mussagi    | 24 de octubre de 1993 (31 años)   | 16   | 0     | Songo                |
|     | DEF  | Francisco Muchanga | 11 de mayo de 1991 (34 años)      | 32   | 0     | TS Sporting          |
|     | DEF  | Jeitoso            | 4 de mayo de 1991 (34 años)       | 31   | 3     | Ferroviário Maputo   |
|     |      |                    |                                   |      |       |                      |
|     | MED  | Witi               | 26 de agosto de 1996 (28 años)    | 26   | 2     | Nacional             |
|     | MED  | Gildo Vilanculos   | 31 de enero de 1995 (30 años)     | 19   | 1     | Amora                |
|     | MED  | Geny Catamo        | 26 de enero de 2001 (24 años)     | 13   | 2     | Sporting CP          |
|     | MED  | Saddan Guambe      | 25 de mayo de 1988 (37 años)      | 45   | 1     | Ferroviário Maputo   |
|     | MED  | Shaquille          | 24 de noviembre de 1997 (27 años) | 12   | 0     | Ferroviário Maputo   |
|     | MED  | Simão              | 23 de junio de 1988 (36 años)     | 42   | 0     | Vegalta Sendai       |
|     | MED  | Kamo-Kamo          | 19 de julio de 1999 (25 años)     | 10   | 1     | Vitória              |
|     | MED  | Geraldo Matsimbe   | 22 de octubre de 1992 (32 años)   | 10   | 0     | AD Fafe              |
|     | MED  | Clésio             | 10 de noviembre de 1994 (30 años) | 37   | 5     | Marítimo             |
|     | MED  | Manuel Kambala     | 8 de 21 de 1991 (33 años)         | 30   | 0     | Baroka               |
|     |      |                    |                                   |      |       |                      |
|     | DEL  | Reginaldo Faife    | 6 de abril de 1990 (35 años)      | 33   | 3     | Akzhayik             |
|     | DEL  | Ratifo             | 5 de diciembre de 1994 (30 años)  | 17   | 2     | 1. CfR Pforzheim     |
|     | DEL  | Amâncio Canhemba   | 16 de noviembre de 1997 (27 años) | 5    | 2     | Marítimo             |
|     | DEL  | Telinho            | 15 de octubre de 1988 (36 años)   | 43   | 3     | Costa do Sol         |
|     | DEL  | Dayo António       | 20 de agosto de 1988 (36 años)    | 18   | 3     | Ferroviário da Beira |
|     | DEL  | Luís Miquissone    | 25 de julio de 1995 (29 años)     | 45   | 9     | Al Ahly              |
|     | DEL  | Bruno Langa        | 31 de octubre de 1997 (27 años)   | 9    | 1     | Amora                |

### Mas partidos
Actualizado en mayo de 2024
Jugadores en negrita siguen activos con Mozambique.
| Lugar | Jugador           | Partidos | Goles | Activo        |
| ----- | ----------------- | -------- | ----- | ------------- |
| 1.    | Domingues Pelembé | 111      | 16    | 2004–presente |
| 2.    | Tico-Tico         | 94       | 30    | 1992–2010     |
| 3.    | Miró Lobo         | 84       | 8     | 2004–2015     |
| 4.    | Sérgio Faife      | 67       | 5     | 1992–2008     |
| 5.    | João Kapango      | 66       | 0     | 1996–2012     |
| 5.    | Nana Matola       | 66       | 5     | 1988–1999     |
| 7.    | Zainadine Júnior  | 64       | 1     | 2008–presente |
| 7.    | Mexer             | 64       | 3     | 2007–presente |
| 9.    | Momed Hagi        | 62       | 3     | 2005–2015     |
| 10.   | Telinho           | 61       | 4     | 2011–presente |

### Goleadores
| Posición | Jugador               | Goles | Partidos | Promedio | Activo        |
| -------- | --------------------- | ----- | -------- | -------- | ------------- |
| 1.       | Tico-Tico             | 30    | 94       | 0.32     | 1992–2010     |
| 2.       | Dário Monteiro        | 16    | 48       | 0.33     | 1996–2011     |
| 2.       | Domingues Pelembé     | 16    | 111      | 0.14     | 2004–presente |
| 4.       | Chiquinho Conde       | 12    | 43       | 0.28     | 1985–2001     |
| 5.       | Gil Guiamba           | 11    | 22       | 0.5      | 1980–1983     |
| 6.       | Arnaldo Ouana         | 10    | 37       | 0.27     | 1987–1999     |
| 7.       | Luís Miquissone       | 9     | 48       | 0.19     | 2015–presente |
| 7.       | Clésio                | 9     | 50       | 0.18     | 2011–presente |
| 9.       | Miró Lobo             | 8     | 84       | 0.1      | 2004–2015     |
| 10.      | Adelino Neves Pereira | 7     | 19       | 0.37     | 1989–1997     |
| 10.      | Nuro Tualibudane      | 7     | 21       | 0.33     | 1994–2001     |
| 10.      | Sonito                | 7     | 35       | 0.2      | 2008–2017     |
| 10.      | Jossias Macamo        | 7     | 60       | 0.12     | 1996–2005     |

## Entrenadores
- Cremildo Loforte (1980)
- Manaca (1986)
- José Geneto (1986)
- Viktor Bondarenko (1993–1995)
- Rui Caçador (1996)
- Arnaldo Salvado (1996–1998)
- Euroflim da Graça (1999)
- Arnaldo Salvado (1999–2000)
- Augusto Matine (2001–2002)
- Viktor Bondarenko (2003)
- Artur Semedo (2003–2006)
- Mart Nooij (2007–2011)
- Gert Engels (2011–2013)
- João Chissano (2013–2015)
- Helder Muianga (2015)
- Boris Pušić (2015)
- Abel Xavier (2016–2019)
- Victor Matine (2019)
- Luís Gonçalves (2019–2021)
- Horácio Gonçalves (2021)
- Chiquinho Conde (2021-presente)